# Giulio Cavina
Pour les articles homonymes, voir Cavina.
Giulio Cavina (Casola Valsenio, 1888 – Rome, 1951) est un syndicaliste et député italien.

## Biographie
Émigré durant sa jeunesse dans différents pays d'Europe, Giulio Cavina y travaille en tant que tailleur de pierres. De retour en Italie, il devient secrétaire de la fédération italienne du bâtiment, affiliée à la CGL (Confédération Général du Travail). Secrétaire de la chambre du travail de Sienne, il est candidat au parlement sur la liste PSI (Parti socialiste italien) en 1919. Son engagement syndical lui vaut de subir la violence des chemises noires. 
Le 4 mars 1921, renforcés par un détachement militaire armé de mitrailleuses et deux canons de montagne et par des carabiniers, les fascistes prennent d'assaut la maison du peuple de Sienne. En fin d'après-midi, les militants ouvriers qui occupaient les lieux sont arrêtés après avoir résisté aux forces publiques. Giulio Cavina, particulièrement détesté pour son action syndicale, est violemment battu puis incarcéré. Après les élections à la chambre des députés, il fut assigné à résidence pour son activité syndicale et antifascite.